# Kotrórakodó

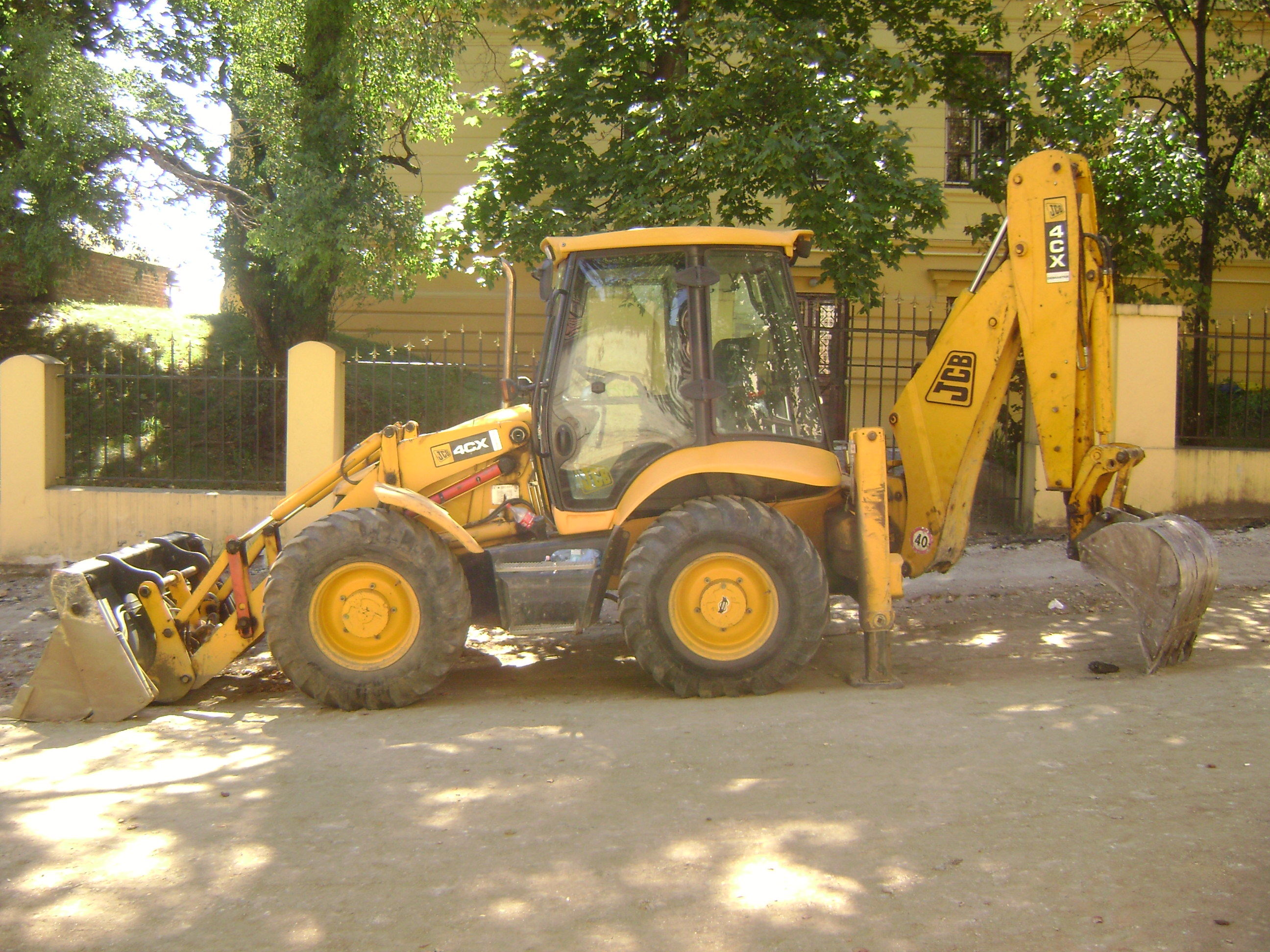
Kotrórakodó (JCB)

A kotrórakodó egy olyan földmunkagép, amely alapvetően kétféle kotrórendszerrel rendelkezik: elöl homlokrakodóval, hátul markolóval. A gép alapjárműve hagyományos kialakítású gumikerekes traktor: merev, zömök gép, elöl kisebb átmérőjű kerekekkel, mint hátul. Bizonyos típusú alapgépeknek lehetnek azonosak is az első és a hátsó kerekeik, mások lehetnek ízeltek is. A kétféle funkció többféle praktikus és gazdaságos munkavégzést tesz lehetővé.

## Felépítése

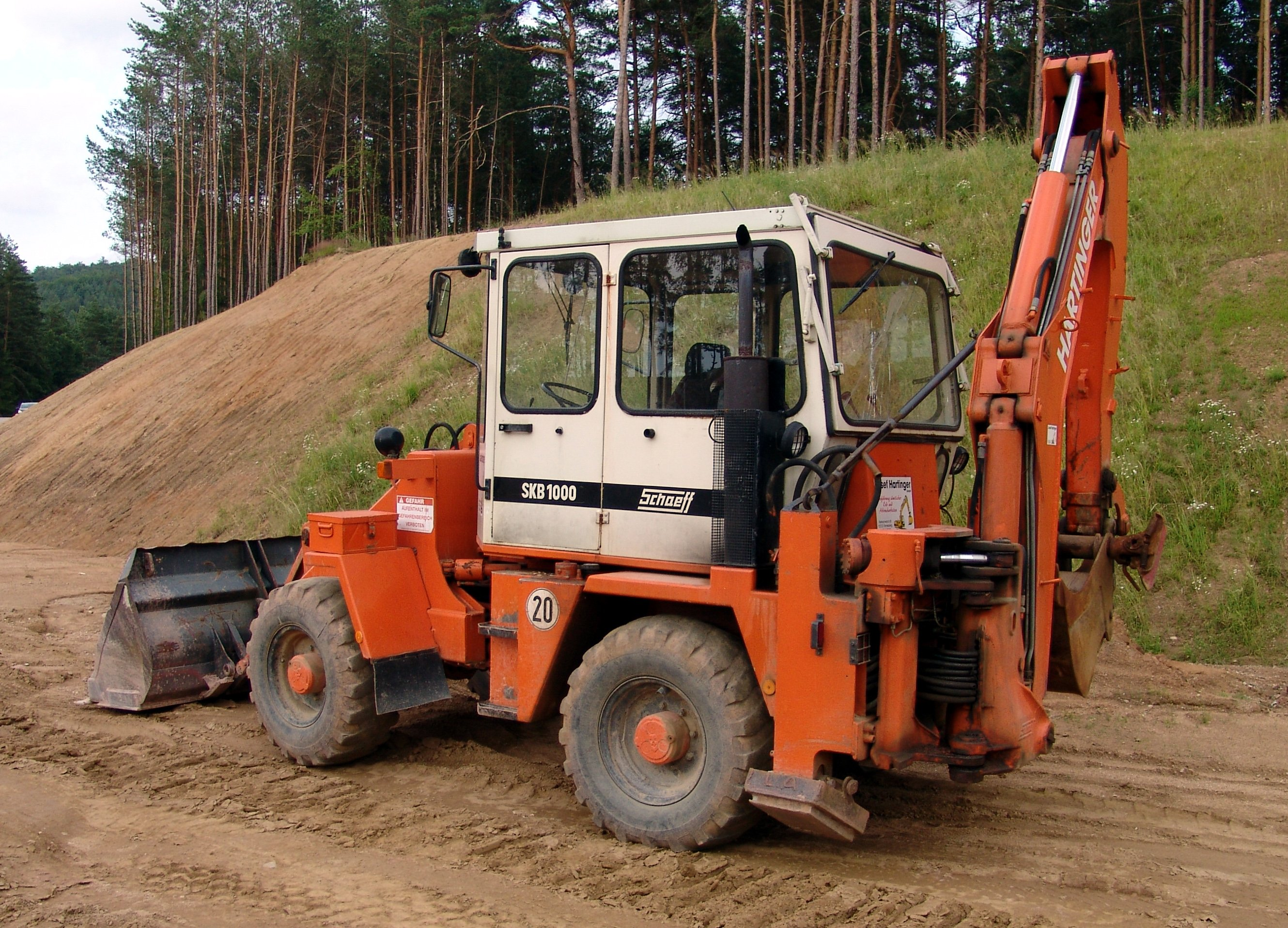
Ízelt kialakítású kotrórakodó (Schaeff)

A kotrórakodó önjáró munkagép, az alapgép kivitele általában hagyományos traktor, melynek első felét a motortér, hátsó részét a vezetőhely vagy vezetőfülke teszi ki. Ez a traktor hordozza a homlokrakodó és a markolószereléket, előbbinek a gémszerkezete a motortér két oldalán csatlakozik a géphez, utóbbi a gép hátuljához középen illeszkedik egy forgócsapon keresztül, amivel a markológém félkörívben forgatható. A markológém oldalkinyúlása miatt egy pár támasztóláb is felszerelésre kerül a traktor végén két oldalt. Minden mozgó alkatrészt hidraulikusan működtetnek. Sok gépnél a markológém nemcsak félköríves forgásra képes, hanem a gém teljes szélességben csúsztathatóvá is válik, mivel az azt hordozó forgócsapot is egy, a gép teljes szélességével megegyező csúszósínre szerelik, amivel megnő a gém hatósugara, valamint az egyik végpontra tolva a markológém merőlegesen a gépre hajtható, így kisebb a munkagép helyigénye és csökken a baleseti kockázat is, ami a hátra kinyúló markológémből adódhat. 
A homlokrakodó szerkezete és működése olyan, mint a homlokrakodógépeknek, legfeljebb a kisebb szerkezeti sajátosságok másmilyenek. A markoló szerkezete hasonló, mint a markológépeké, de a kialakítás és terheléseloszlás miatt ez arányaiban kisebb; a gém két, nagyjából azonos méretű tagból áll, ennek végén kap helyet alapesetben a kotrókanál. A kisebb méret kompenzálására bizonyos gépeknél a második tag, a kanálszár hossza teleszkóposan növelhető. 

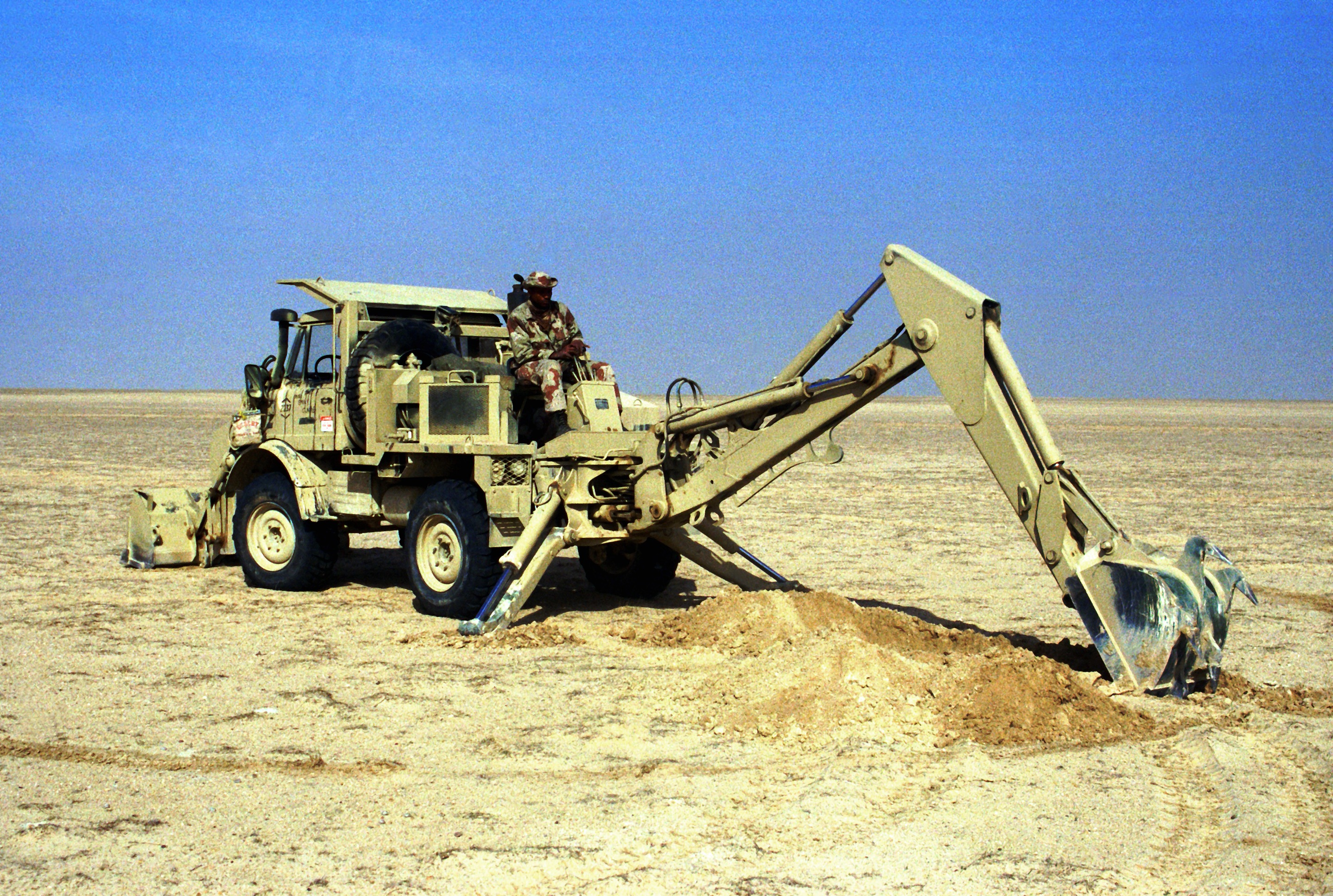
Kotrórakodóvá alakított, katonai kisteherautó (Mercedes UNIMOG)

## Alapgép
Mint ahogy szó volt róla, a kotrórakodó alapgépe leggyakrabban hagyományos szerkezetű traktor, de lehetnek más kialakítású gépek, traktorok, nagyobb és/vagy ízelt kivitelűek is. A homlokrakodó és markolószerelék nemritkán utólag vagy modulszerűen is felszerelhetőek bizonyos hordozójárműre, akár csak az egyik is, így a kotrórakodó nem mindig önálló, komplett munkagép, hanem más célra is alkalmas gép vagy jármű is lehet átmenetileg, ezáltal mezőgazdasági traktorok vagy kommunális járművek is válhatnak kotrórakodóvá.  

## Működése
A kotrórakodók működése a homlokrakodók és a markológépek működésével egyezik meg: a homlokrakodó kotrásra és rakodásra, a markoló rakodásra és árokásásra alkalmas a rajtuk lévő kotrólapát által. Mindkét eszköz a kezelő és vezetőfülkéből irányítható, a homlokrakodó menetirány szerint, a hátrafelé néző markoló a vezetőülés hátrafordításával, az ott kialakított kezelőszervekkel vezérelhető. A kotrórakodó markolója is felszerelhető különböző adapterekkel: légkalapáccsal, kétkanalas markolófejjel stb., ugyanígy a homlokrakodója is alkalmas más, homlokrakodókra való adapterek használatára, mint például raklapvilla. A kotrórakodó kialakítása miatt nem specifikált munkagép, emiatt mindig is a sokoldalúság jellemezte: használható építkezéshez, útépítéshez, bontáshoz, karbantartáshoz, felújításhoz, alapozáshoz, de vasúti alkalmazása is lehetséges vasúti kerekek felszerelésével. Gyakori a gép összkormányzása is, ezáltal mozgékony és fordulékony is.  

## Gyártók
- Case
- Caterpillar
- John Deere
- Fermec
- Fiat-Hitachi
- Ford Motor Company
- Hyderma
- JCB
- Komatsu
- Kramer
- LiuGong
- New Holland
- Schaeff
- Terex
- Volvo

## Fordítás
- Ez a szócikk részben vagy egészben  a   Baggerlader című német Wikipédia-szócikk fordításán alapul.  Az eredeti cikk szerkesztőit annak laptörténete sorolja fel. Ez a jelzés csupán a megfogalmazás eredetét és a szerzői jogokat jelzi, nem szolgál a cikkben szereplő információk forrásmegjelöléseként.